# Майкорське сільське поселення
Майко́рське сільське́ посе́лення (рос. Майкорское сельское поселение) — муніципальне утворення у складі Юсьвинського району Пермського краю. Центр — селище Майкор.

## Склад
До складу поселення входять такі населені пункти:
| Населений пункт | Населення, осіб (2012) |
| --------------- | ---------------------- |
| Горки           | 113                    |
| Майкор          | 2993                   |
| Оні             | 458                    |
| Полюти          | 43                     |
| Потапово        | 19                     |

Колишні населені пункти — Ванькіно, Горбуново, Городище, Запольє, Рогозіно.